# Kościół Wniebowzięcia Najświętszej Maryi Panny w Berżnikach
Kościół pw. Wniebowzięcia Najświętszej Maryi Panny w Berżnikach – zabytkowy drewniany rzymskokatolicki kościół parafialny w dekanacie Sejny diecezji ełckiej znajdujący się we wsi Berżniki pod numerem 47 w pobliżu jeziora Kelig.
Parafię w Berżnikach erygowano w 1447. Obecny kościół zbudowano na początku XIX wieku (budowę ukończono w roku 1819). Po odrestaurowaniu został konsekrowany w 1888 przez biskupa augustowskiego (sejneńskiego) Piotra Pawła Wierzbowskiego.
Przy kościele znajduje się zabytkowa dzwonnica z połowy XIX wieku i drewniana plebania z przełomu XVIII i XIX wieku. Teren kościoła jest otoczony ogrodzeniem z dwiema zabytkowymi kapliczkami. W latach 1986–1989 przeprowadzono remont wież, dachu i frontonu oraz odmalowano kościół od zewnątrz. W 1994 odremontowano zabytkową plebanię.
19 maja 2013 w kościele odsłonięto tablicę upamiętniającą urodzonego w Berżnikach Mariana Piekarskiego – żołnierza Armii Krajowej, Armii Krajowej Obywatelskiej i Zrzeszenia Wolność i Niezawisłość znanego z przeprowadzenia akcji uwolnienia 6 żołnierzy przetrzymywanych przez UB w suwalskim więzieniu.

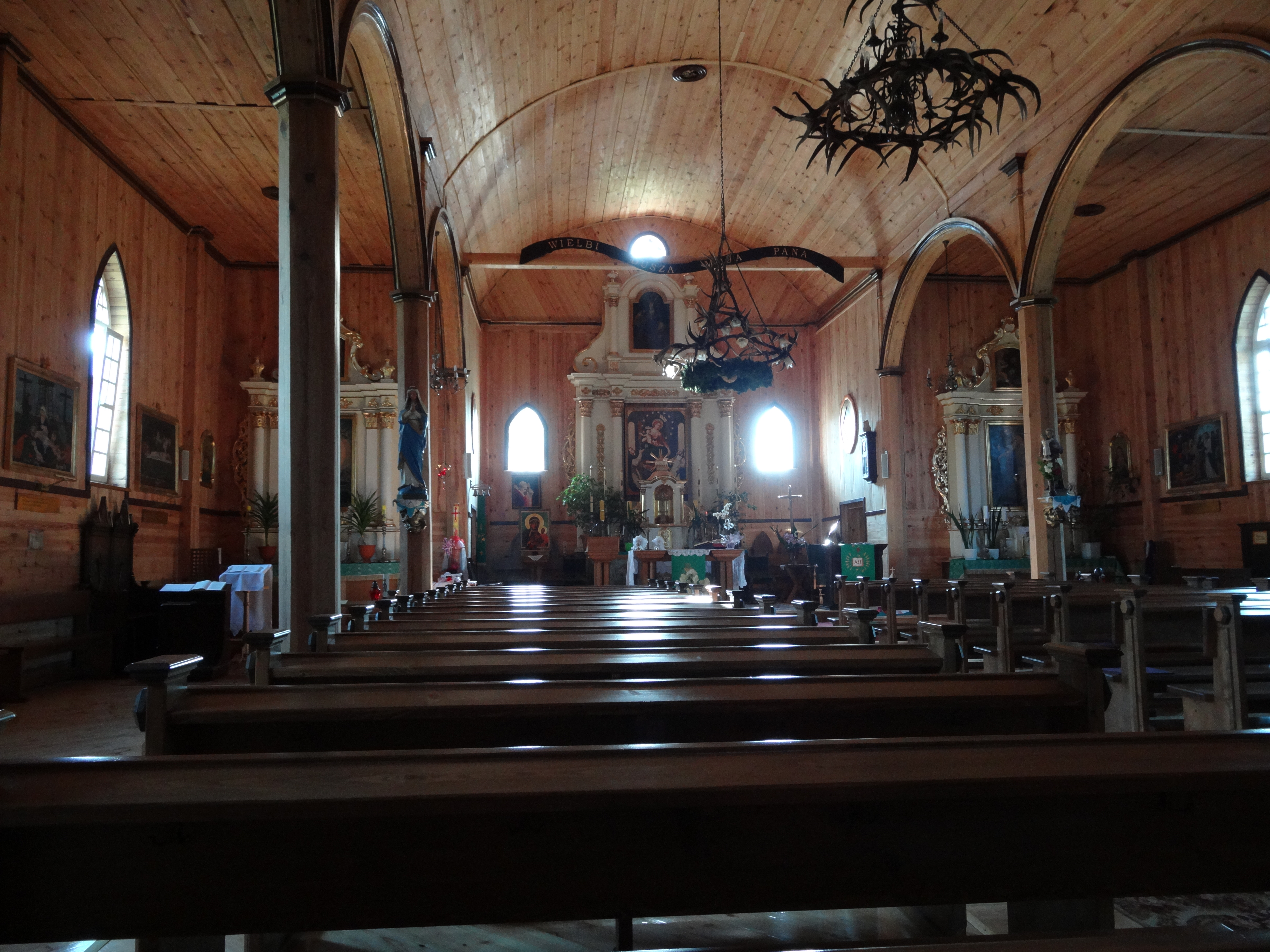
Wnętrze świątyni
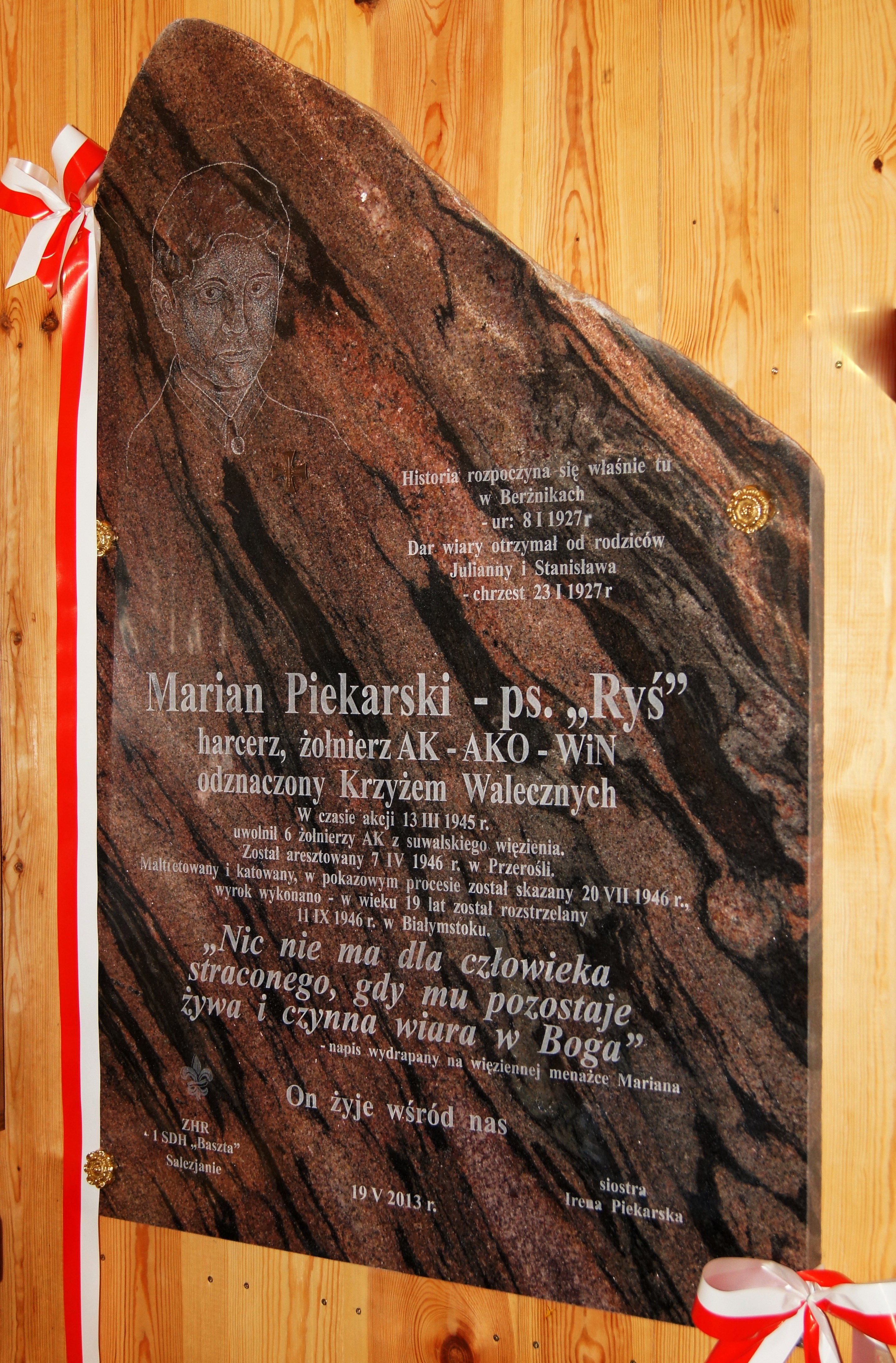
tbalica pamięci żołnierza AK i WiN Mariana Piekarskiego
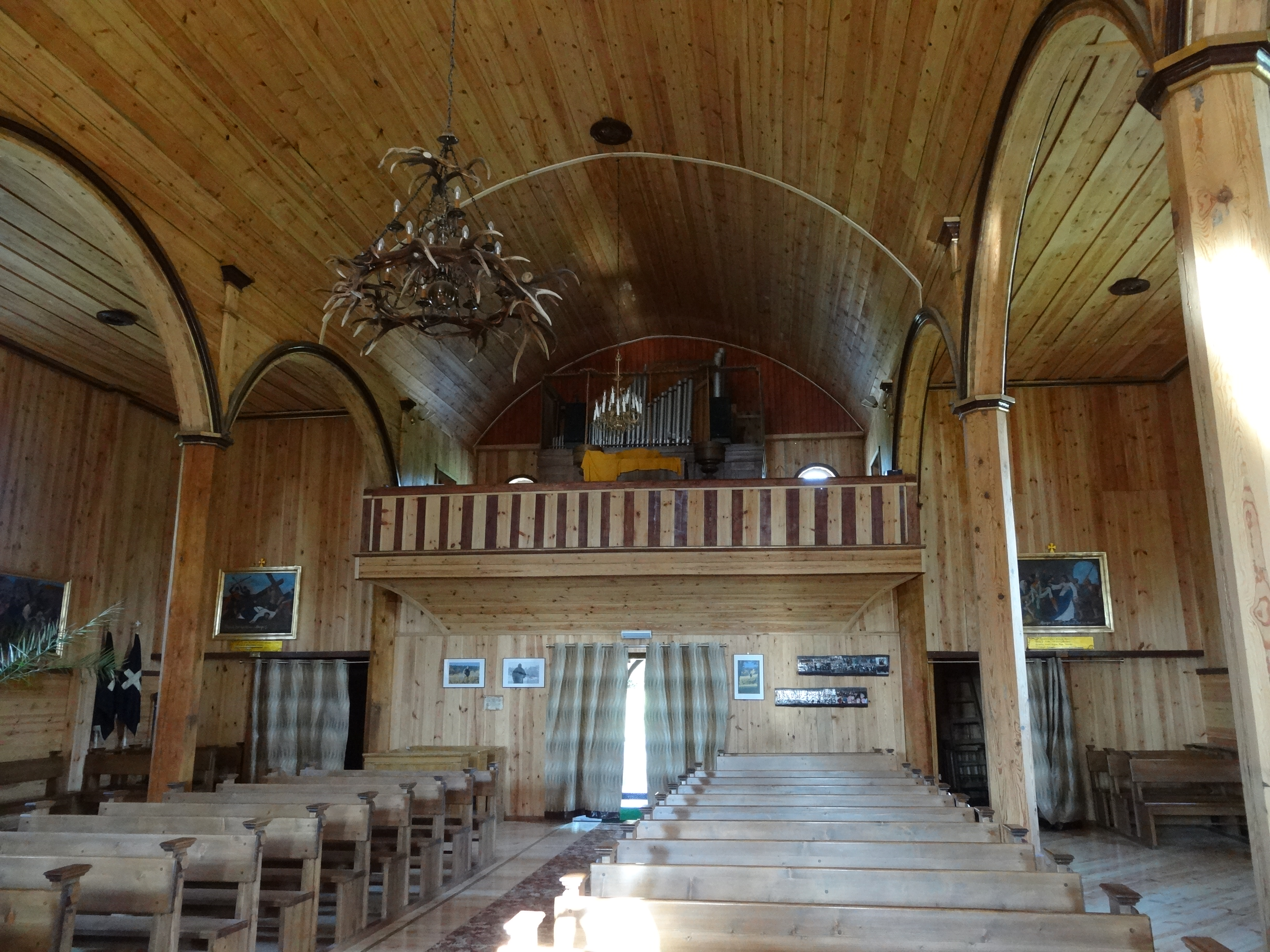
Chór z organami
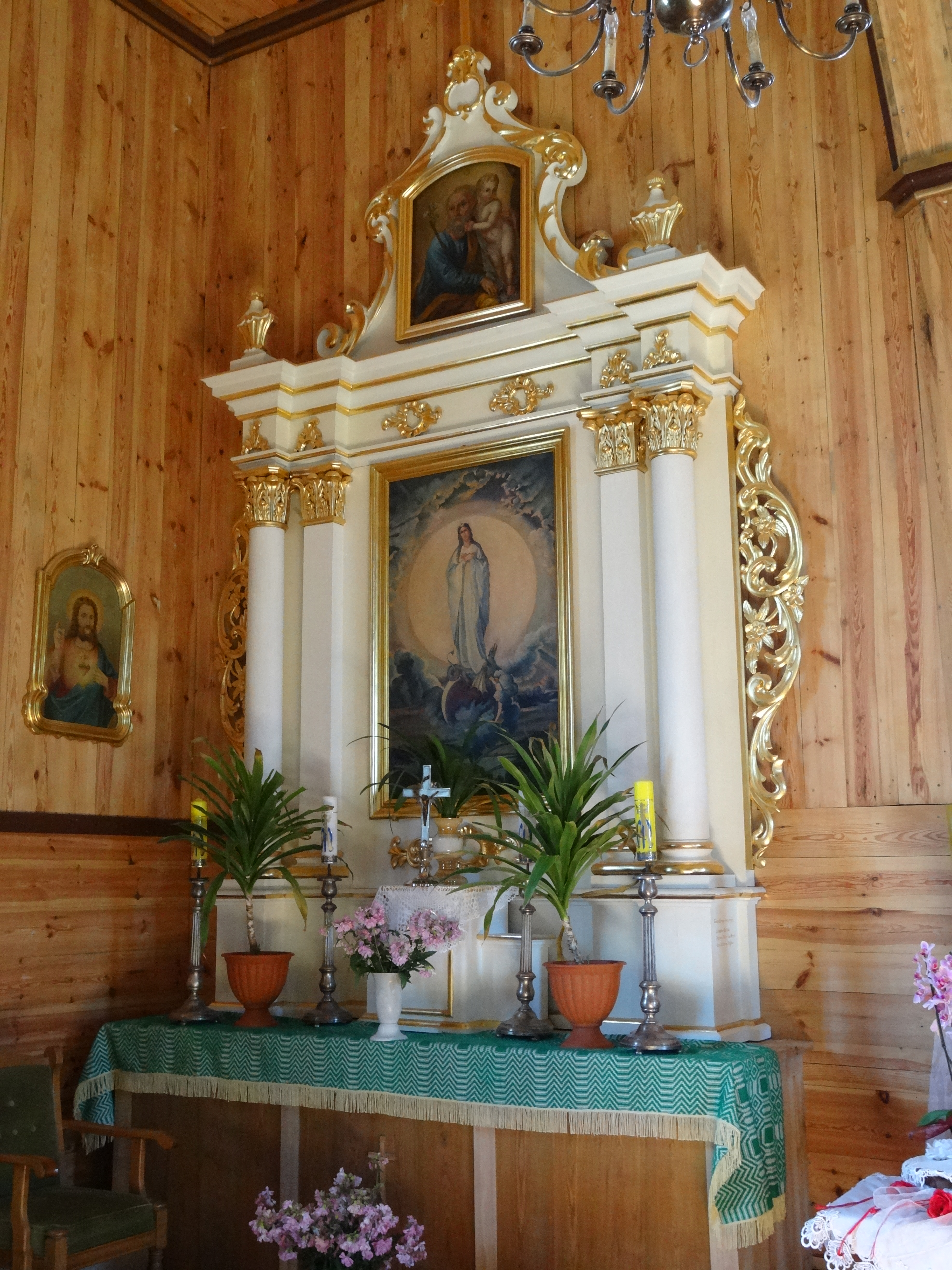
Lewy ołtarz boczny
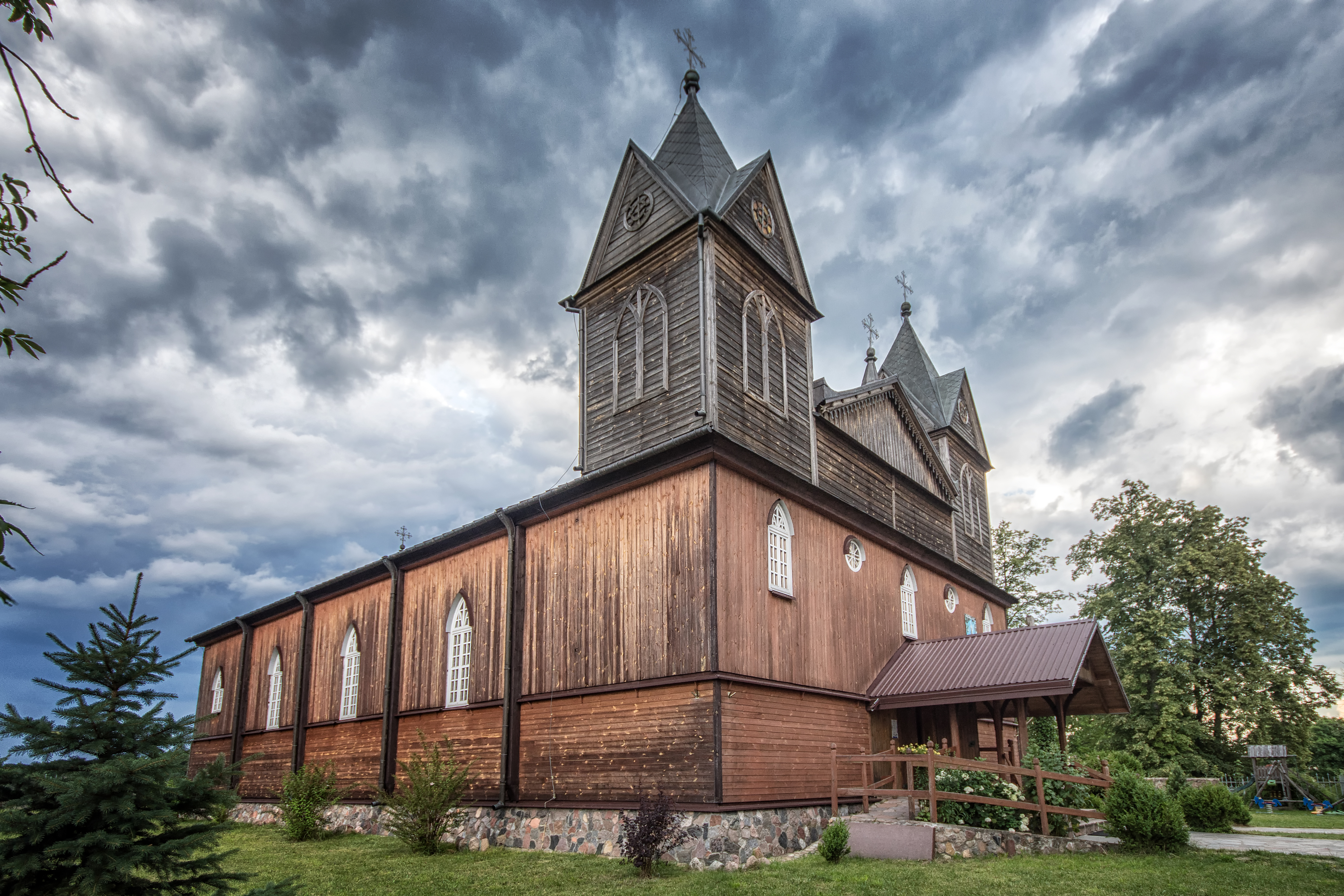
Fasada z lewego boku z wejściem
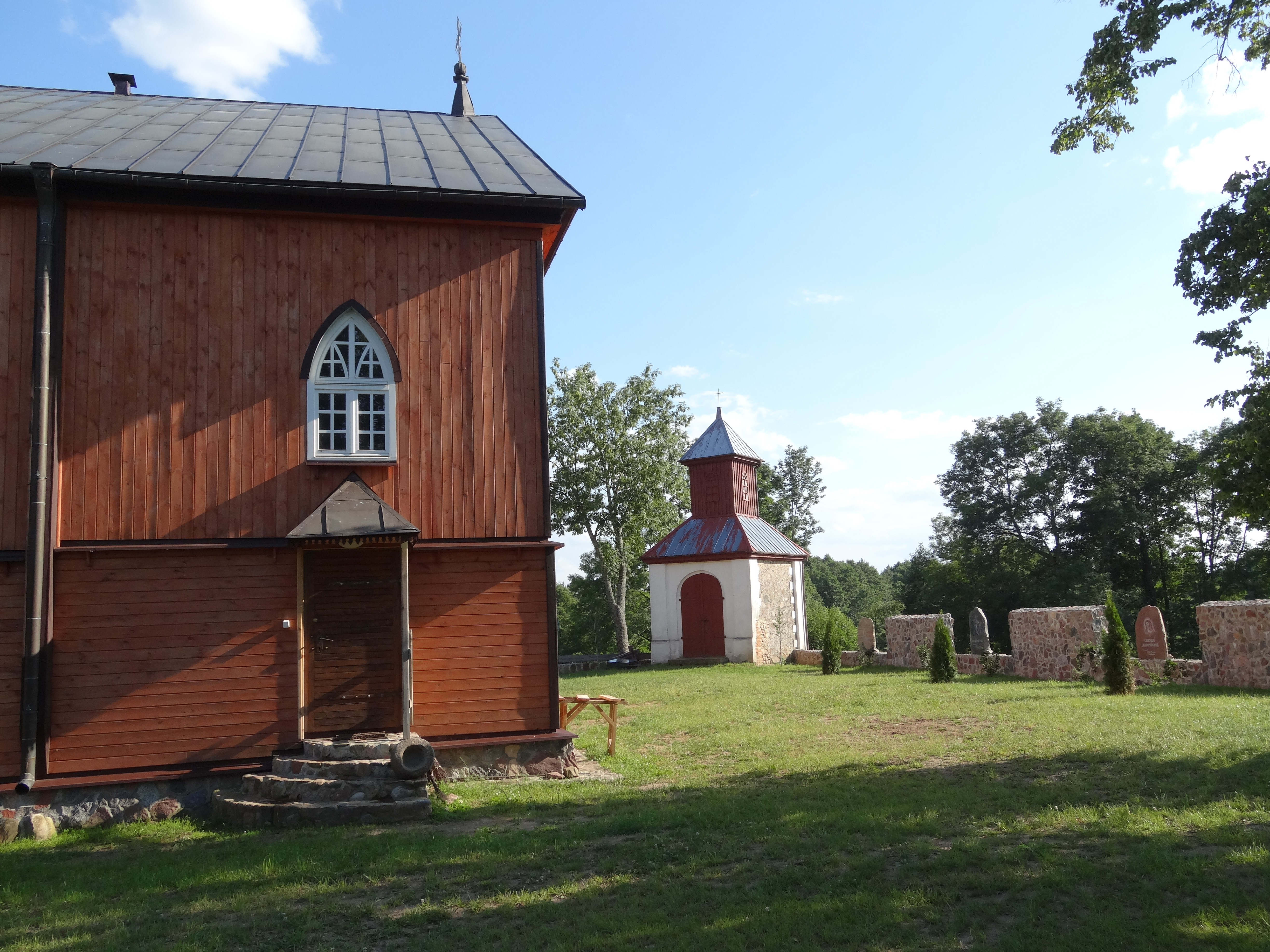
Kaplica narożna w obmurowaniu placu kościelnego
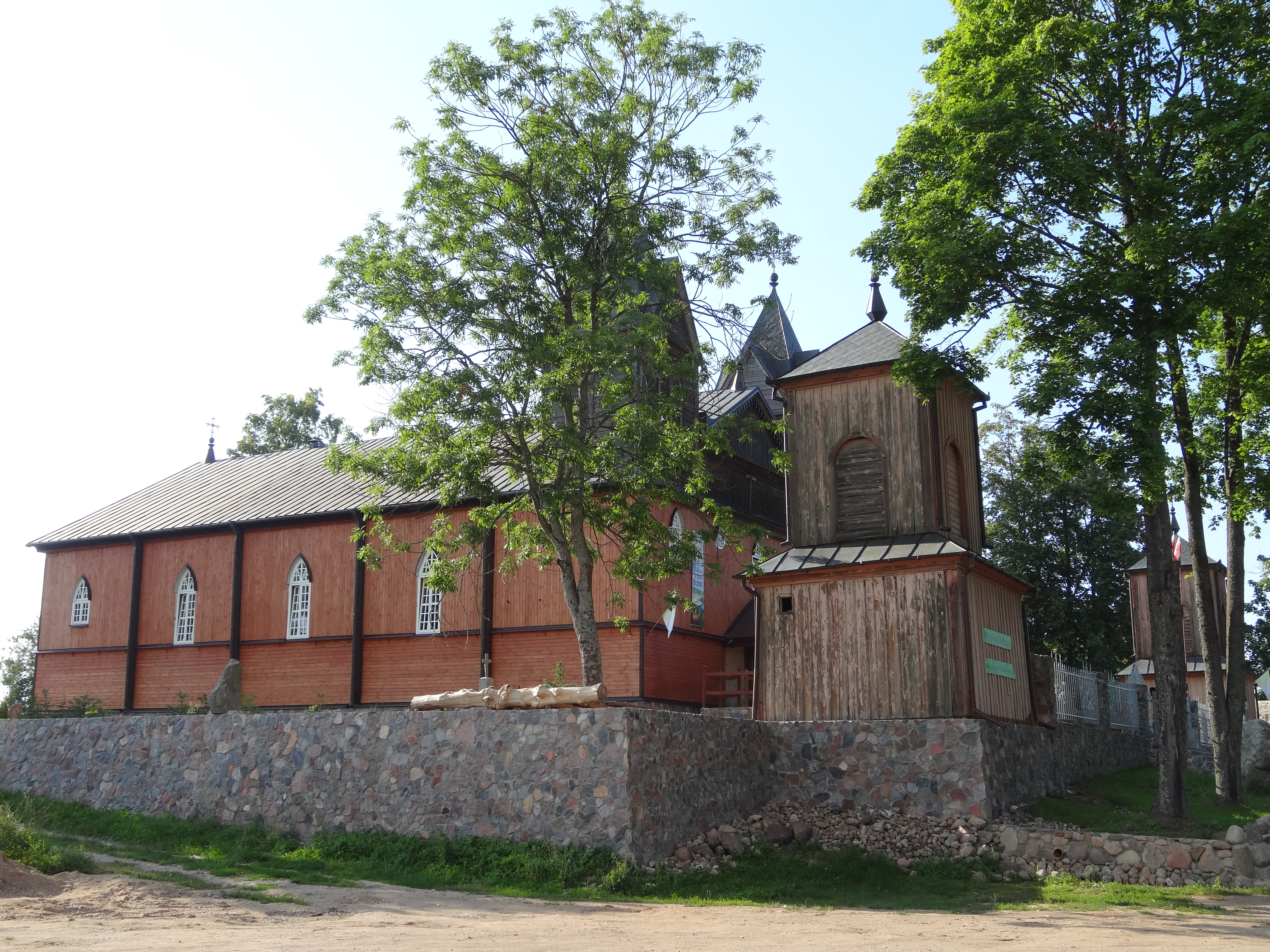
Dzwonnica kościelna